# Polycyathus palifera
Espèce
Statut CITES
Polycyathus palifera est une espèce de coraux appartenant à la famille des Caryophylliidae.